# قائمة طلاب أفلوطين
فيما يلي قائمة بأسماء طلاب أفلوطين. كان الفيلسوف أفلوطين مؤسس التقليد الذي عُرف فيما بعد باسم الأفلاطونية المحدثة.

## فرفوريوس
وُلِد فرفوريوس، أهم تلاميذ أفلوطين، في صور حوالي عام 233. وتعلم أولًا على يد كاسيوس لونجينوس في أثينا، قبل أن يسافر إلى روما في عام 262 حيث درس على يد أفلوطين لمدة ست سنوات. بعد وفاة أفلوطين، قام بتحرير ونشر كتاب التاسوعات، الذي جمعه معلمه. كما كتب سيرة ذاتية لمعلمه، مع العديد من التعليقات والأعمال الفلسفية، بعضها موجود للآن، ويشتهر بهجماته على المسيحية التي جمعها في كتابه (تفنيدات المسيحية - Adversus Christianos)، والذي لم يبقَ منه سوى أجزاء محفوظة ذُكرَت في ردود خصومه المسيحيين.

## أمليوس
كان أمليوس في الأصل طالبًا لأعمال نومينيوس الأفامي، قبل أن يحضر محاضرات أفلوطين في السنة الثالثة بعد وصول أفلوطين إلى روما، ولم يتركه أبدًا حتى نهاية حياته. كان أمليوس يقرأ ويكتب بنَهم، فكتب أكثر من 100 مجلد من الأقوال والتعليقات، ولم ينجُ منها شيء. وظل فرفوريوس هو أهم من اعتنق الأفلاطونية المحدثة.

## قسطريس فرموس
كان قسطريس فرموس أفلاطونيًا جديدًا من القرن الثالث وتلميذًا لأفلوطين. وكان أفلوطين على علاقة جيدة به (أمفيون وزيثوس [الإنجليزية])، وكان يقيم معه في منزله الريفي، على بعد ستة أميال من مينتورناي، وهي ملكية كانت في السابق مملوكة لقسطريس فرموس.
ذكر فرفوريوس عن قسطريس فرموس في حياة أفلوطين: «لم يتفوق أحد على قسطريس في تقدير الجانب الأفضل من الحياة، لقد كان يحترم أفلوطين؛ وكرس نفسه في الرفقة الأكثر إخلاصًا لأمليس [الإنجليزية] في كل حاجة، وكان في جميع الأمور مخلصًا لي كما لو كنت أخاه».

## أشوس الإسكندري
كان أشوس الإسكندري فيلسوفًا أفلاطونيًا جديدًا في القرن الثالث وتلميذًا لأفلوطين. ذكر فرفوريوس الصوري في كتاب حياة أفلوطين:«كان من بين الأصدقاء الشخصيين الأقرب أشوس الإسكندري، وهو أيضًا طبيب، والذي تعرف على أفلوطين نحو نهاية حياته، ورافقه حتى وفاته: كرس أشوس نفسه حصريًا لنظام أفلوطين وأصبح فيلسوفًا حقيقيًا».

## مارسلوس أرنطوس وسابنلوس
كان السيناتوران (عضوا مجلس الشيوخ) مارسلوس أرنطوس وسابنلوس من أتباع أفلاطونية القرن الثالث الميلادي وتلاميذ أفلوطين. وقد ذكر فرفوريوس عنهم في كتاب حياة أفلوطين: «وكان من بين مستمعي أفلوطين عدد غير قليل من أعضاء مجلس الشيوخ، ومن بينهم مارسلوس أرنطوس وسابنلوس اللذين أظهرا أعظم قدر من المثابرة في الدراسات الفلسفية».

## فلينوس
كان فلينوس أفلاطونيًا جديدًا في القرن الثالث وكان تلميذًا لأفلوطين. ذكر فرفوريوس عن فلينوس في حياة أفلوطين: «كانت المجموعة تضم أيضًا فلينوس، وهو طبيب من سكيثوبوليس، والذي اعتاد أمليوس أن يناديه مكالوس في إشارة إلى عادته العقلية المتعثرة».

## روجطنوس
كان روجطنوس أفلاطونيًا جديدًا في القرن الثالث وكان تلميذًا لأفلوطين. ذكر فرفوريوس عن روجطنوس في حياة أفلوطين: «عضو آخر في مجلس الشيوخ، يُدعى روجطنوس، انفصل عن طموحاته السياسية لدرجة أنه تخلى عن جميع ممتلكاته، وطرد جميع عبيده، وتنازل عن كل كرامة، وعندما همّ بتولي منصب البريتور، رفض الحراس الذين كانوا على الباب الخروج أو القيام بأي عمل من أعمال المكتب. حتى أنه هجر منزله، قضى وقته هنا وهناك عند أصدقائه ومعارفه، ينام ويأكل معهم، ولا يتناول سوى وجبة واحدة كل يومين. كان قد أصيب بداء النقرس، محمولًا على كرسي، لكن هذا النظام الجديد من الامتناع عن الطعام والتضحية أعاد إليه صحته، لم يعد قادرًا على مد يديه فقط؛ بل أصبح يستخدمهما بحرية مثل مهني يقتات منهما. كان أفلوطين يُعجب بروجطنوس كثيرًا، فأشاد به إشادة كبيرة، واعتبره قدوة لمن يسعون إلى الحياة الفلسفية».

## سرابون
كان سرابون فيلسوفًا أفلاطونيًا جديدًا في القرن الثالث وتلميذًا لأفلوطين. كتب فرفوريوس عن سيرابيون في حياة أفلوطين: «ثم كان هناك سرابون، وهو إسكندراني، بدأ حياته خطيبًا محترفًا ثم اتجه إلى دراسة الفلسفة، لكنه لم يتمكن أبدًا من التغلب على رذائل الجشع والربا ».

## زيثوس
كان زيثوس أفلاطونيًا جديدًا في القرن الثالث وتلميذًا لأفلوطين، وكان من أصل عربي. ذكر فرفوريوس عن زيثوس في كتاب حياة أفلوطين : «كان هناك صديق آخر له، وهو زيثوس، عربي الأصل، تزوج ابنة صديق أمونيوس ثيودوسيوس. وكان زيثوس أيضًا طبيبًا. كان أفلوطين متعلقًا به بشدة وكان دائمًا يحاول تحويله عن المسار السياسي الذي كان يتمتع فيه بمكانة مرموقة. كان أفلوطين على علاقة وطيدة به، وكان يقيم معه في منزله الريفي، على بُعد ستة أميال من مينتورناي، وهي ملكية كانت مملوكة سابقًا لقسطريس فرموس».

## زتقوس
كان زتقوس فيلسوفًا أفلاطونيًا جديدًا في القرن الثالث وتلميذًا لأفلوطين. ذكر فرفوريوس في حياة أفلوطين: «إن زتقوس كان ناقدًا وشاعرًا، وقام أيضًا بتعديل نص أنتيماخوس [الإنجليزية]. وقد كتب زتقوس أيضًا قصيدة عن قصة أطلانطس. لقد ضعف بصره، ومات قبل أفلوطين بقليل، كما مات فلينوس أيضًا».

## ملحوظات
1. ↑  Porphyry, Vita Plotini, 1–5, 7, 10, 16–22
2. 1 2  Porphyry, Vita Plotini, 2, 7
3. 1 2 3 4 5  Porphyry, Vita Plotini, 7